# Arroturas
Arroturas es una entidad de población española del municipio de Villacarrillo, perteneciente a la provincia de Jaén, en la comunidad autónoma de Andalucía.

## Historia
Hacia mediados del siglo XIX, el lugar ya pertenecía a Villacarrillo. Aparece descrito en el tercer volumen del Diccionario geográfico-estadístico-histórico de España y sus posesiones de Ultramar de Pascual Madoz con las siguientes palabras:

ARROTURAS (de las): cortijo en la prov. de Jaen, part. jud. y térm. jurisd. de Villacarrillo (V.).
(Madoz, 1846, p. 24)

En 2023, la entidad singular de población tenía empadronados 32 habitantes y el núcleo de población, los mismos.